# Инженер Прончатов
«Инжене́р Пронча́тов» — советский трёхсерийный телевизионный фильм 1972 года, снятый на киностудии «Мосфильм» режиссёром Владимиром Назаровым по мотивам повести Виля Липатова «Сказание о директоре Прончатове». Социальная драма.

## Сюжет
После смерти директора Маритуйской сплавконторы, главный инженер Олег Прончатов надеется стать новым руководителем. В первую очередь он идёт к самому уважаемому старику посёлка Никите Нехамову. После разговора старик показывает ему своё расположение и согласие. 
Узнав, что на рейде из-за перевернувшегося паровоза узкоколейки встала работа, Прончатов едет туда и, назло начальнику рейда и парторгу, организует рабочих — и они ставят паровоз на рельсы вручную, не дожидаясь крана. На работе, после обсуждения с молодым механиком новой техники, у Прончатова рождается идея о форсировании старых лебёдок, что позволит ускорить разгрузочно-погрузочные работы. 
В это время по посёлку разносятся слухи о романе между Прончатовым и племянницей начальника планового отдела, к которому Прончатов ходил обсудить своё возможное директорское назначение. Прончатова вызывают в райком, где на его кандидатуру на должность директора смотрят положительно, но мешает конфликт Прончатова с парторгом сплавконторы, который живёт ещё военным временем. Парторг, чтобы насолить Прончатову, рекомендует ему избраться в завком в надежде, что сурового главного инженера «прокатят» на профсоюзном собрании — и это отразится на рассмотрении его кандидатуры в обкоме. Однако, оказывается, что рабочие Прончатова уважают и единогласно избирают в комитет. 
Наконец, в Маритуй приезжает делегация из обкома, чтобы побеседовать с Прончатовым. Заведующий обкома Цыцарь, пытающийся поставить директором своего друга, беседует с Прончатовым и представляет дело таким образом, что, якобы, не получается хорошего разговора. Однако, после поездки на рейд, показа модернизации работы, разговора с рабочими они возвращаются в управление и становится ясно, что его кандидатура проходит…

## В ролях
| Актёр              | Роль                                                      |
| ------------------ | --------------------------------------------------------- |
| Игорь Васильев     | главный инженер сплавной конторы Олег Олегович Прончатов  |
| Юрий Каюров        | парторг Григорий Семёнович Вишняков                       |
| Михаил Глузский    | Никита Никитич Нехамов                                    |
| Иван Лапиков       | секретарь обкома Арсентий Васильевич Цукасов              |
| Тамара Сёмина      | Настя Колотовкина                                         |
| Инна Макарова      | Капитолина Алексеевна                                     |
| Антонина Жмакова   | Елена Максимовна Прончатова                               |
| Геннадий Юхтин     | Жора Чаусов                                               |
| Михаил Кокшенов    | Степан Безродный                                          |
| Игорь Кашинцев     | Глеб Алексеевич Поляков                                   |
| Анатолий Соловьёв  | Семён Кузьмич Бондарь                                     |
| Александр Хвыля    | директор леспромхоза Павел Иванович Ошурков               |
| Валентин Абрамов   | начальник строительного участка Касьян Демидович Куренной |
| Алексей Панькин    | инженер сплавной конторы Эдгар Иванович Огурцов           |
| Иван Рыжов         | старый директор Михаил Николаевич                         |
| Витаутас Томкус    | Ян Падеревский                                            |
| Афанасий Тришкин   | Пётр Александрович Сарычев                                |
| Владимир Носик     | Евгений Матвеевич Кетской                                 |
| Альберт Иричев     | Леонид Гаврилович Гудкин                                  |
| Валентин Брылеев   | сплавщик Мурзин                                           |
| Ольга Маркина      | продавщица                                                |
| Екатерина Мазурова | бабуля в магазине                                         |
| Георгий Светлани   | старик-охотник                                            |
| Виктор Филиппов    | сплавщик                                                  |
| Юрий Белов         | милиционер Петрович                                       |
| Владимир Груднев   | пожилой сплавщик Акимыч                                   |
| Наталия Дрожжина   | буфетчица                                                 |
| Любовь Калюжная    | уборщица Марья Степановна                                 |
| Зоя Степанова      | управляющая областной конторой Госбанка                   |
| Герман Качин       | потерпевший                                               |
| Михаил Чигарёв     | младший лейтенант милиции                                 |
| Владимир Назаров   | директор бумажного комбината Михаил Александрович Бендер  |
| Владимир Прокофьев | Иннокентий Нехамов                                        |
| Виктор Маркин      | врач (нет в титрах)                                       |
| Леонид Чубаров     | администратор ресторана (нет в титрах)                    |
| Николай Сморчков   | эпизод (нет в титрах)                                     |
| Максим Захаров     | сын Прончатова Олежка Прончатов                           |

## Музыка в фильме
В фильме звучат песни в исполнении Валерия Золотухина:
- «Барыня-речка»[1] (Музыка: А. Флярковский, слова: Л. Дербенёв).
- «Лес плывёт»[2] (Композитор - А. Флярковский, Слова - Л. Дербенёв.)
- «Будет лес…»[3] (Музыка: А. Флярковский, слова: Л. Дербенёв).

Также, исполняется песня «На север» (КАППСА, сейчас это Ансамбль песни и пляски Российской армии имени А. В. Александрова) .

## Критика
В трёхсерийном телефильме «Инженер Прончатов» (1973) артист МХАТа Игорь Васильев, на наш взгляд, удачно воплотил внутреннюю сложность своего героя. Следя за игрой И. Васильева, мы становимся на сторону Олега Олеговича в его трудной и не всегда победоносной борьбе против таких, как Цветков.— Ю. А. Озеров, Уроки-беседы по современной советской литературе. 1985. - Страница 45

Инженер Прончатов же по-своему даже трогателен в роли «сторонней силы». Схема образа словно бы гримасничает: такому «своему» Прончатову из телефильма нужен целый коллектив людей «со стороны», который для него лично удобен. — Вопросы киноискусства, 1975, выпуск  16, стр. 22

Появляется телефильм «Инженер Прончатов» (сценарий В. Липатова, И. Мазурук, В. Назарова, режиссер В. Назаров, 1972 ), рисующий образ командира производства, его борьбу за новые формы управления промышленностью.— Александр Юровский. Телевидение: поиски и решения. Стр. 170